# أوس بن قلام
 أوس بن قلّام بن بطين بن جمهير بن لحيان: سادس ملوك الحيرة، ولاه سابور الثاني (ملك الفرس) على الحيرة وأعمالها، بعد وفاة عمرو الثاني ابن امرئ القيس اللخمي. وكان الملك من قبله لبني لخم، ولم يكن أوس منهم، فثاروا عليه فقتلوه.
وبحسب هشام الكلبي وابن حبيب حكم أوس بن قلّام لمدة خمسة سنين، وزعم هشام الكلبي وابن حبيب أن أوس بن قلّام من بني لحيان، ويقال: لحيان من الحارث بن كعب من بني فاران بن عمرو بن عمليق.وأوس من أسرة لها ذكر في نصارى الحيرة فقد ورد اسم رجل من هذه الأسرة، ذكر أنه بنى ديرًا في الحيرة، وعرف نسله بـ«بنو الأوس بن قلام» ومنهم «جابر بن شمعون» أسقف الحيرة. ويقال أن أوس بن قلام هو من انزل آل "أيوب بن محروف" بأرض الحيرة، وأيوب هو الجد الأكبر للشاعر عدي بن زيد العبادي.